# Marcel Ciolacu
Ion-Marcel Ciolacu (sinh ngày 28 tháng 11 năm 1967) là chính khách người România. Hiện tại ông đang giữ chức vụ làm thủ tướng România kể từ ngày 15 tháng 6 năm 2023.